# Síndrome de abstinência alcoólica
A síndrome de abstinência alcoólica é um conjunto de sintomas que pode ocorrer após a redução no consumo do álcool após um período de uso excessivo. Os sintomas normalmente incluem ansiedade, tremor, suor excessivo, vômito, taquicardia e febre. Sintomas mais severos podem incluir ataques, alucinações, e delirium tremens (DTs). Os sintomas normalmente começam a ocorrer seis horas após a última dose de bebida, e são piores de 24 a 72 horas, podendo piorar dentro de 7 dias.
A abstinência pode ocorrer naqueles que são dependentes físicos do álcool, podendo acontecer com uma redução planejada ou não do consumo da bebida. O mecanismo por trás disto envolve um decréscimo na resposta dos receptores de GABA no cérebro. O processo de abstinência normalmente é acompanhado com a escala Clinical Institute Withdrawal Assessment of Alcohol Scale, revised (CIWA-Ar).
O tratamento da abstinência é realizado com benzodiazepinas tais como o clorodiazepóxido ou diazepam. As quantidades ministradas são baseadas nos sintomas do paciente. A tiamina também é recomendada e o distúrbio eletrolítico e a hipoglicemia deve ser tratada. O tratamento precoce melhora os resultados.
Na sociedade ocidental aproximadamente 15% das pessoas têm problemas com o alcoolismo em algum ponto da vida. Aproximadamente metade das pessoas com alcoolismo vão desenvolver a síndrome da abstinência após reduzir o consumo de álcool, com 4% apresentando os sintomas severos. Dentre estes com os sintomas severos, mais de 15% morre. Os sintomas de abstinência foram descritos em 400 A.C. por Hipócrates. Não se acreditava que se tornaria um grande problema até meados de 1800.

## Tratamento
Os benzodiazepínicos são eficazes no controle dos sintomas, bem como na prevenção de convulsões. Certas vitaminas também são uma parte importante do controle da síndrome de abstinência do álcool. Naqueles com sintomas graves, geralmente é necessário tratamento hospitalar. Naqueles com menos sintomas, o tratamento em casa pode ser possível com visitas diárias a um profissional de saúde.

### Outros
A clonidina pode ser usada em combinação com benzodiazepínicos para ajudar alguns dos sintomas. Nenhuma conclusão pode ser tirada em relação à eficácia ou segurança do baclofeno para a síndrome de abstinência do álcool devido à insuficiência e à baixa qualidade das evidências.